# Key 1200
Der Typ Key 1200, auch Keyship 1200, ist ein Kühlcontainerschiffstyp der Seebeckwerft in Bremerhaven.

## Geschichte
Der Schiffstyp wurde Anfang der 1980er Jahre im Auftrag der Reederei Hamburg-Süd als Weiterentwicklung der beiden erfolgreichen Trios der Columbus-Victoria-Klasse und der Columbus-Louisiana-Klasse für die Linienfahrt mit hohem Kühlcontaineranteil konzipiert. Die Schiffe der Baureihe sind als universell einsetzbare Kühlcontainerschiffe für die große Fahrt ausgelegt. Um den veränderten Rahmenbedingungen gerecht zu werden, passte man den Key 1200 durch eine höhere Kapazität an Containerstellplätzen an und legte die Schiffe für eine etwas höhere Geschwindigkeit als beim Vorgänger aus. Angeboten wurde der Typ Key 1200 durch Seebeck auch nach dem Bau der ersten beiden Einheiten, geordert wurden letztlich nur die beiden Einheiten für die Reederei Hamburg-Süd.
Die Bezeichnung Key 1200 ist an den Bremer Schlüssel angelehnt, wobei das nachgestellte 1200 für die Kapazität von rund 1200 TEU steht.
Die beiden Schiffe wurden im Liniendienst zwischen Nordeuropa und der südamerikanischen Ostküste eingesetzt. Nach der Übernahme durch die Oetker-Gruppe im Jahr 1998 wurden beide Schiffe im Jahr 2000 und 2002 an die brasilianische Reederei Aliança abgegeben, von der sie im Küstendienst eingesetzt wurden. 2008 veräußerte man die Schiffe zur Verschrottung.

## Technische Einzelheiten
Die Key-1200-Schiffe hatten achtern angeordnete Aufbauten und acht Laderäume, die mit Ponton-Lukendeckeln verschlossen wurden. Diese Lukendeckel waren in der Laderaumbreite als längs dreigeteilte Steuerbord-, Mittel- und Backbord-Deckel ausgeführt. Die Schiffe waren in den Laderäumen mit Con-Air-Kühlanlagen für knapp 540 Kühlcontainer im Temperaturbereich von +15 °C bis −24 °C und zusätzlich mit 30 Anschlüssen für elektrisch betriebene Kühlcontainer an Deck ausgerüstet. Als eigenes Ladegeschirr kam jeweils ein an Deck verfahrbarer Decks-Gantrykran mit einer Hubkapazität von 20,3 Tonnen zum Einbau, um in Häfen ohne eigene Infrastruktur Verladearbeiten durchführen zu können. Die Kräne waren auf beiden Schiffen unterschiedlich konstruiert und befanden sich in Ruheposition vor den Aufbauten. Für den Dienst bei Aliança wurde der Gantrykran der Aliança Urca später entfernt und durch zwei herkömmliche Schiffskräne ersetzt, die Leblon behielt ihren Gantrykran, der durch einen herkömmliche Schiffskran ergänzt wurde.

### Hauptmotor und Stromversorgung
Der Hauptmotor war ein Sulzer-Zweitakt-Dieselmotor des Typs 6RND 76M mit einer Leistung von 14.400 PS, der direkt auf den Verstellpropeller wirkte und über ein Getriebe einen Wellengenerator antrieb. Zur weiteren Stromversorgung kamen jeweils drei MaK-Viertakt-Hilfsdiesel mit je 1250 kW Nennleistung zum Einsatz, darüber hinaus war noch ein Notdiesel des Typs KHD F6L 912 mit 53 kW an Bord. Es stand ein Bugstrahlruder zur Unterstützung der An- und Ablegemanöver zur Verfügung.

### Porthole-Container

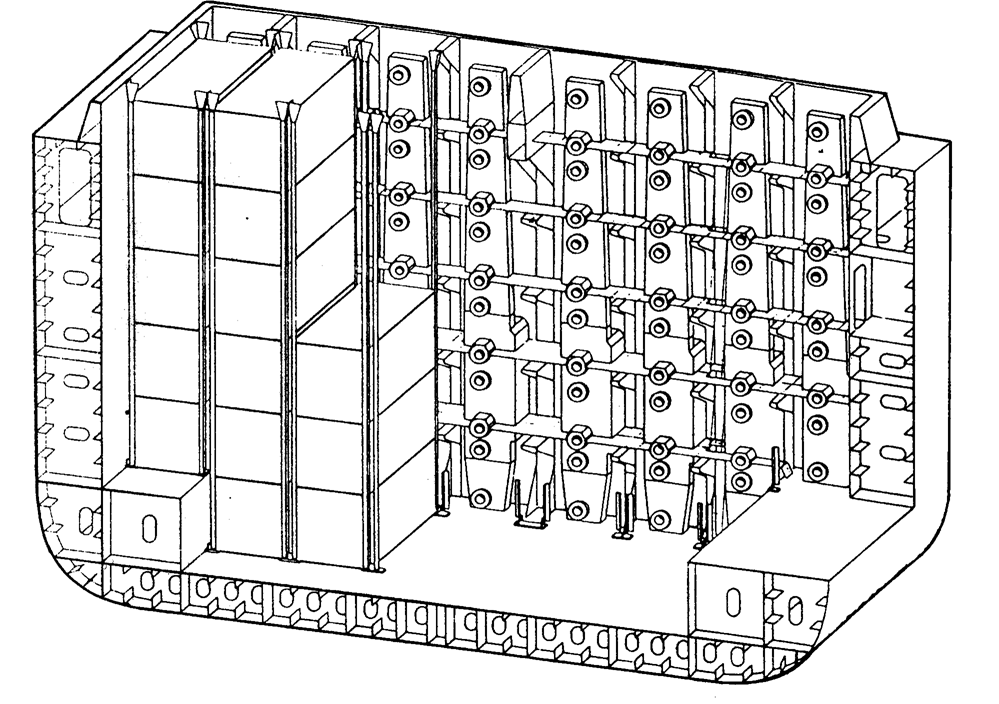
Die Monteschiffe erhielten senkrechte Kühlstäbe.

Diese Containerschiffe gehörten zu den sogenannten CON-AIR-Schiffen, sie hatten senkrechte schiffsfeste Kühlstäbe, an denen die Porthole-Container zur Kühlung an das zentrale oder dezentrale Kältesystem der Schiffe angeschlossen wurden. Die Porthole-Container wurden durch bordseitige Kälteanlagen gekühlt. Die Kühlung erfolgte durch zwei Öffnungen an der Stirnseite der Container, daher auch der Name Porthole-Container. Durch die untere Öffnung strömt die kalte Luft in den Container, aus der oberen tritt die durch die Ladung erwärmte Luft wieder aus. Die Kühlstäbe sind isoliert und in Zu- und Abluftkanal unterteilt.

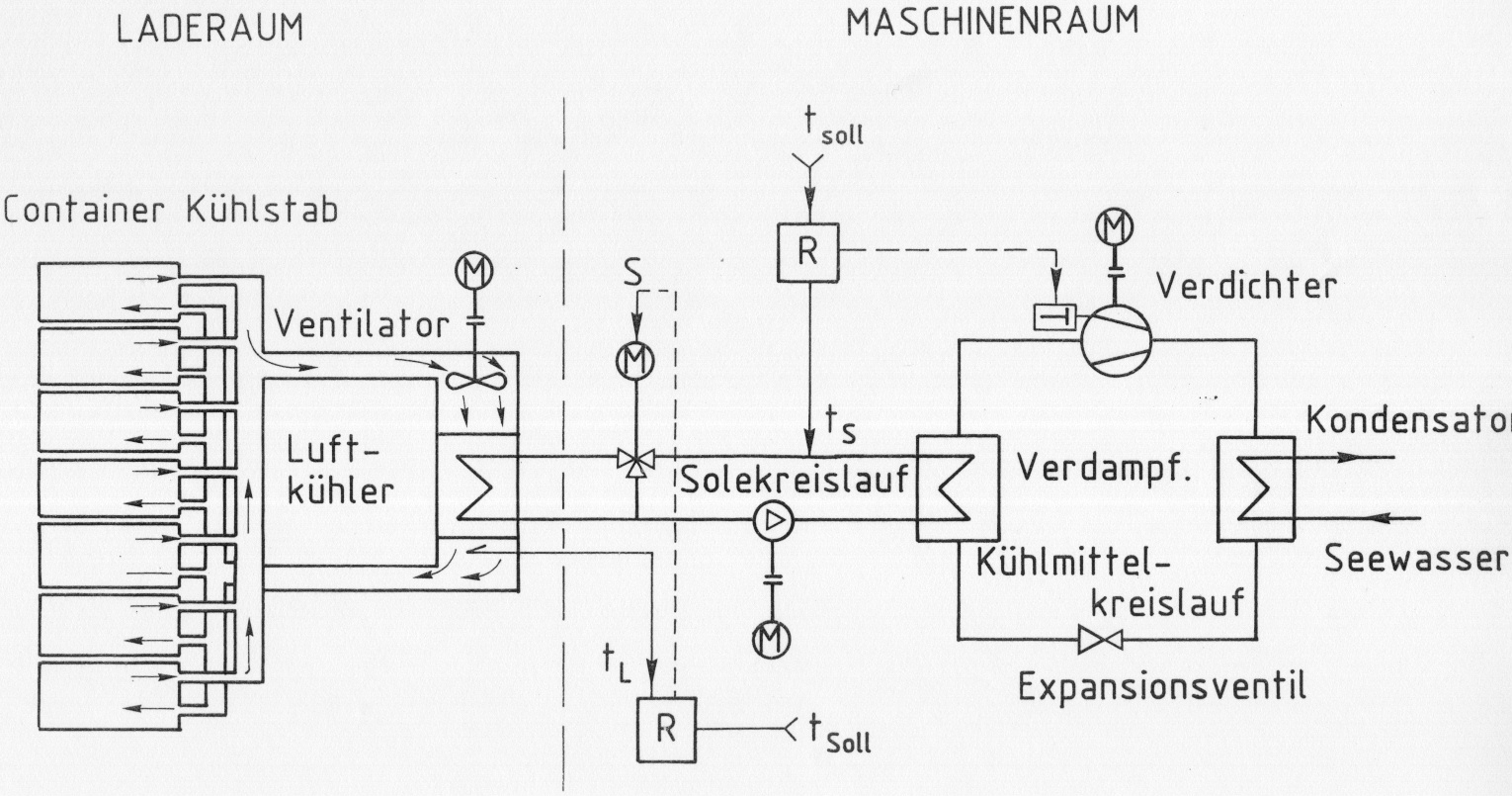
Schematische Darstellung eines zentralen Kältesystems eines Kühlcontainerschiffes mit einer CON-Air-Anlage. Beim dezentralen System entfällt der Solekreislauf und der Luftkühler wird zum Verdampfer.

Die beiden Monteschiffe waren mit einem direkt wirkenden dezentralen Kältesystem ausgestattet. Die Verdichter und Kondensatoren des Kältesystems befanden sich in den Seitengängen der Schiffe direkt neben den Laderäumen. Jeder Kühlstab hat einen von Kältemittel durchströmten Verdampfer und einen Umwälzlüfter, der die Luft durch die Kühlstäbe und parallel geschalteten Kühlcontainer drücken und anschließend im Verdampfer wieder abkühlen. Damit kann pro Kühlstab eine Temperatur gefahren werden. Pro Kühlstab konnten bei diesen Schiffen fünf bzw. sechs Container angeschlossen werden. Entwickelt wurde das Conair-System mit den senkrechten Kühlstäben vom Hamburger Unternehmen Grünzweig + Hartmann.

## Die Schiffe
| Bauname         | Bau- nummer | IMO- Nummer | Ablieferung        | Spätere Namen und Verbleib                                                                                              |
| --------------- | ----------- | ----------- | ------------------ | --- |
| Monte Rosa      | 1029        | 8018974     | 24. November 1981  | 1996 Columbus Canterbury, 2002 Aliança Urca, am 17. Dezember 2008 zum Abbruch in Alang eingetroffen                     |
| Monte Cervantes | 1030        | 8104632     | 29. September 1982 | 1993 Columbus California, 2000 Leblon, 2008 Columbus California, am 18. Dezember 2008 zum Abbruch in Alang eingetroffen |